# 11 Drezdeńska Dywizja Pancerna

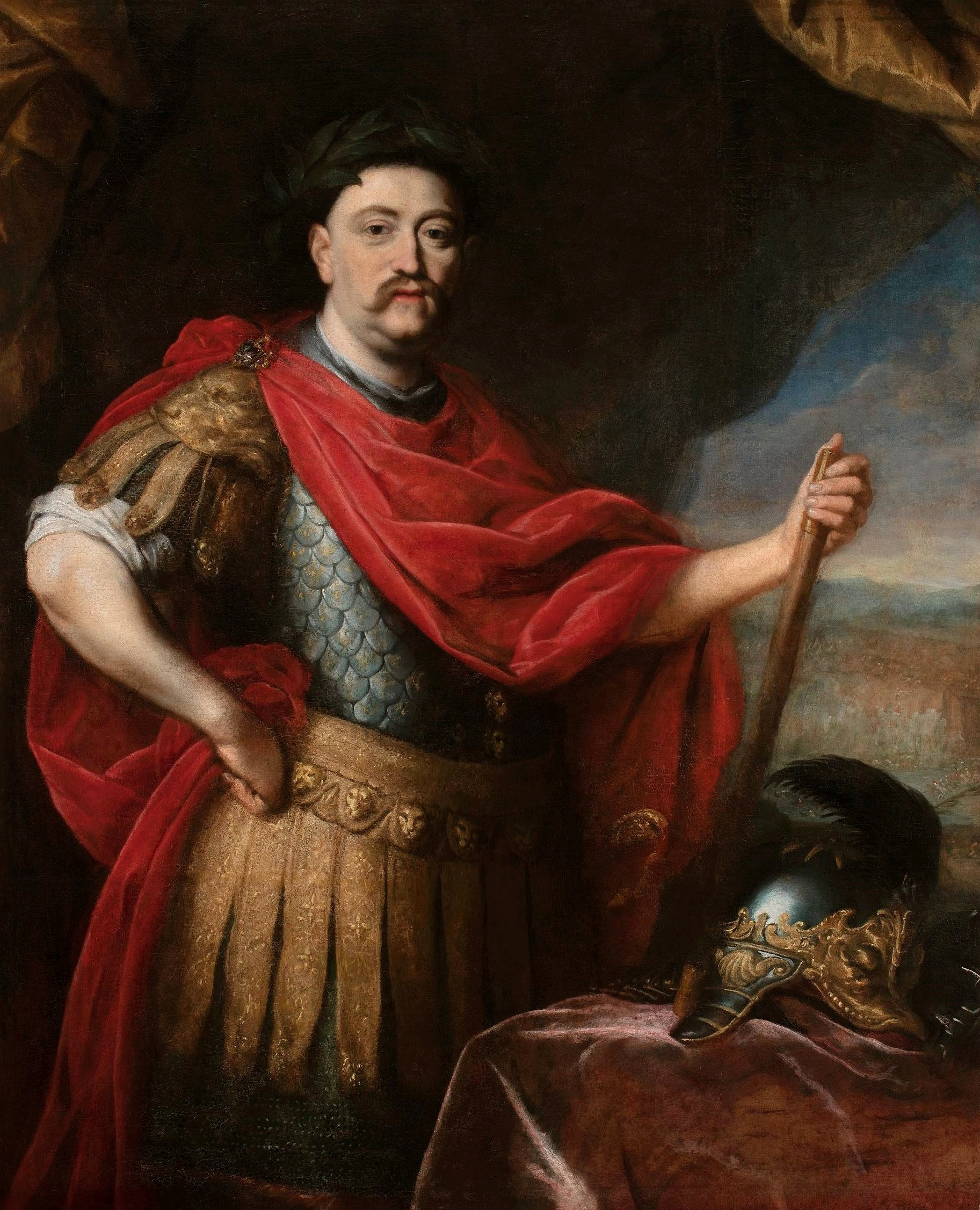
Jan III Sobieski – patron 11 DPanc

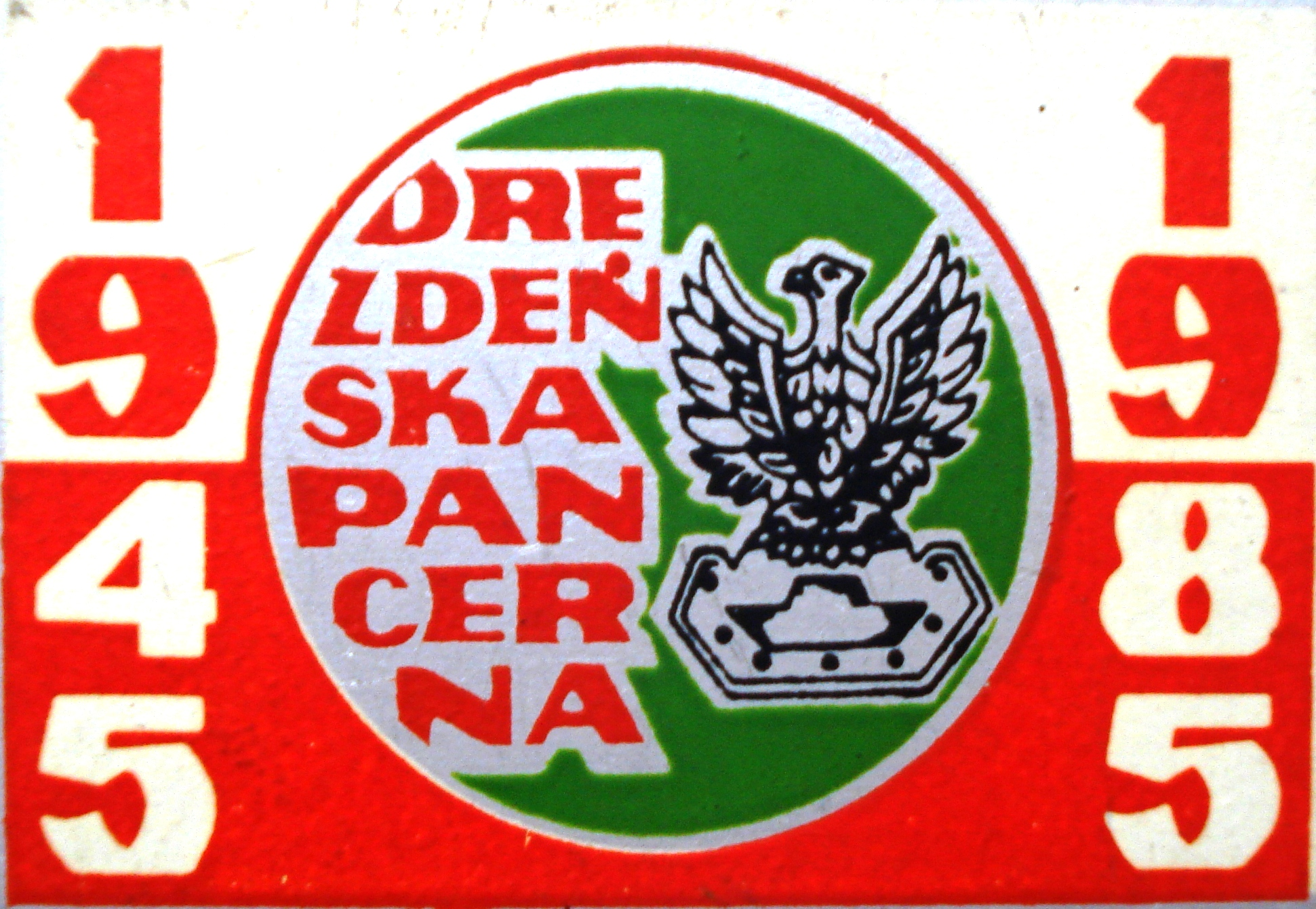
Odznaka okolicznościowa

11 Drezdeńska Dywizja Pancerna im. Jana III Sobieskiego (11 DPanc) – związek taktyczny wojsk pancernych ludowego Wojska Polskiego.

## Charakterystyka
W kwietniu 1963 roku 11 Dywizja Zmechanizowana w Żaganiu została przeformowana w 11 Dywizję Pancerną i przeniesiono dywizję na etaty pokojowo-wojenne. W czasie pokoju dywizja wchodziła w skład Śląskiego Okręgu Wojskowego, natomiast w czasie wojny miała wejść w skład 2 Armii.
30 września 1967 dywizja przyjęła dziedzictwo tradycji 1 Korpusu Pancernego i otrzymała nazwę wyróżniającą „Drezdeńska”.
Na przełomie 1969 i 1970 dywizja przeszła na nowe „etaty pokojowo – wojenne”. W nowej strukturze, w miejsce dywizjonu artylerii haubic, utworzono pułk artylerii, w miejsce kompanii rozpoznawczej – batalion rozpoznawczy, a na bazie  batalionu transportowego, dywizyjnego punktu zaopatrzenia i piekarni polowej zorganizowano batalion zaopatrzenia.
9 maja 1975 roku przed Grobem Nieznanego Żołnierza w Warszawie, w czasie Apelu Zwycięstwa, I sekretarz KC PZPR, Edward Gierek udekorował sztandar dywizji Orderem Sztandaru Pracy I klasy.
21 września 1983 roku dywizja otrzymała imię Jana III Sobieskiego.
Na przełomie 1989 i 1990 roku dywizja została przeformowana w 11 Dywizję Zmechanizowaną. W ramach tej reorganizacji został rozformowany 3 Drezdeński Pułk Czołgów Średnich w Żaganiu.

## Struktura organizacyjna w 1989
- dowództwo i sztab – Żagań (JW 1588)
- 3 Drezdeński Pułk Czołgów Średnich – Żagań (JW 2646)
- 8 Drezdeński Pułk Czołgów Średnich – Żagań (JW 2702)
- 29 Pułk Czołgów Średnich im. płk Aleksandra Kowalskiego – Żagań (JW 2707)
- 42 Pułk Zmechanizowany – Żary (JW 3118)
- 33 Pułk Artylerii – Żary (JW 2821)
- 66 Pułk Artylerii Przeciwlotniczej – Bolesławiec (JW 1259), do 1967 w składzie dywizji był 19 Dywizjon Artylerii Przeciwlotniczej (JW 1260), na bazie którego sformowano 111 Pułk Artylerii Przeciwlotniczej w Zgorzelcu (JW 1260), rozformowany w 1981
- 10 Dywizjon Artylerii – Żary (JW 2628)
- 43 Dywizjon Artylerii Rakietowej – Żary (JW 3231)
- 9 Batalion Rozpoznawczy – Żagań (JW 2943)
- 11 Batalion Zaopatrzenia – Żagań (JW 2680)
- 11 Batalion Remontowy – Żagań (JW 2649)
- 16 Batalion Saperów – Żary (JW 2833)
- 34 Batalion Łączności – Żagań (JW 2920)
- 60 Batalion Medyczny – Specjalistyczna Przychodnia Lekarska – Żagań (JW 2006)
- 17 Kompania Chemiczna – Żagań (JW 2649CH)
- 17 Bateria Dowodzenia Szefa Artylerii – Żary (JW 2821D), wcześniej Żagań JW 2646D
- 30 Kompania Dowodzenia Szefa OPL – Żagań (JW 2707KD)
- Kompania Ochrony i Regulacji Ruchu – Żagań (JW 1588D)

## Dowódcy
- gen. bryg. Zbigniew Zieleniewski (1963–1967)
- płk Wiesław Kociołek (1967–1968)
- gen. bryg. Witold Wereszczyński (1968–1973)
- gen. bryg. Józef Użycki (1973–1976)
- gen. bryg. Bolesław Matusz (1976–1984)
- płk dypl. Janusz Ornatowski (1984–1987)
- płk dypl. Adam Rębacz (1987–1988)
- płk dypl. Zygmunt Sadowski (1988–1990)